# ロータス・セブン

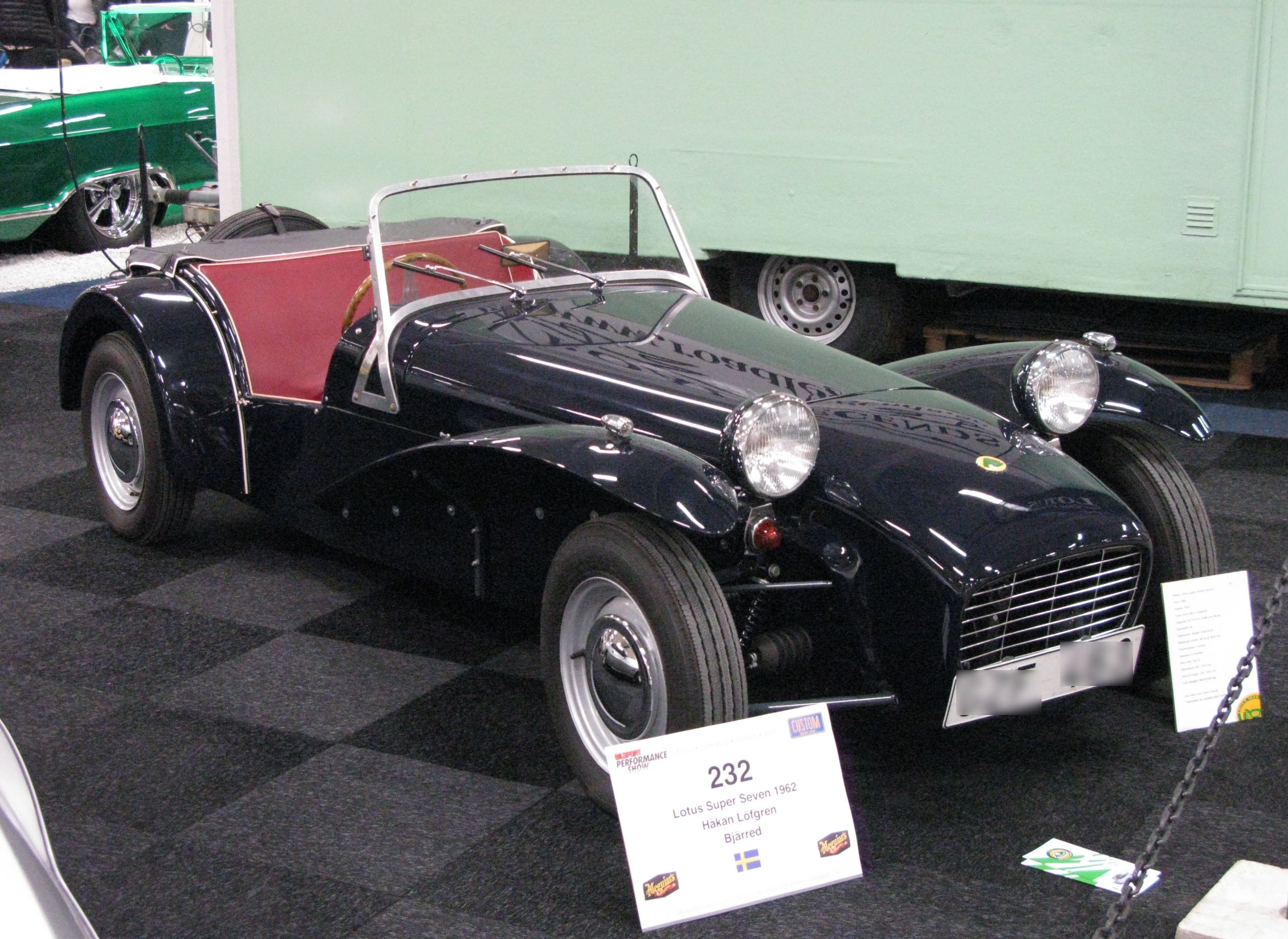
ロータス・セブン (1962)

ロータス・セブン（Lotus Seven）は、イギリスのロータス・カーズが設計、企画したスポーツカー。1957年から1970年代にかけて同社により組立部品や完成車両が販売されていた。生産は主に購入した消費者により行われていた。

## 概要

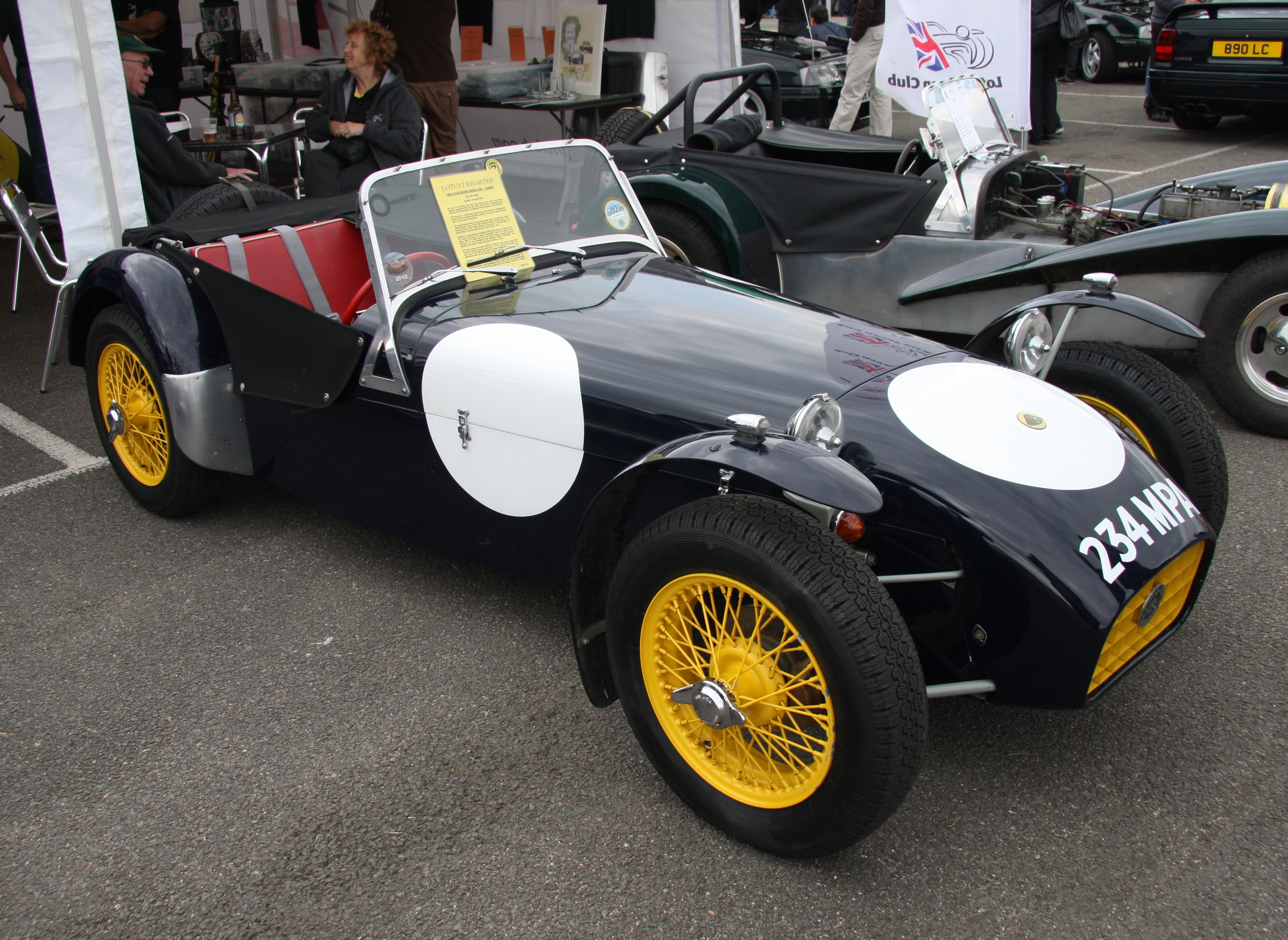
Lotus Seven Sr.1

ロータス・セブンは1957年秋のロンドンショーにて、エリートと同時に発表された。この車はサーキットまで自走してレースを楽しむために設計された量産キットカーであり、公道を走れるオープンホイールのクラブマンレーサーである。ボディやシャシーは手作りにより制作され、ロータス・マーク6の流れを汲むチューブラーフレームにアルミニウム外板を張ったセミモノコック構造で、スタビライザーとアッパーアームを兼用したダブルウィッシュボーンによるフロントサスペンションと、A形のアームでアクスルハウジング（ホーシング）の前後・左右の位置決めをするセンターAアーム式のリアリジッドサスペンションと言う非常にシンプルなサスペンション構造を持ち、部品点数の削減によるコストダウンと軽量化を図っていた。当時のタイヤ性能ではこれでも充分な強度があり、必要以上の強度を持たせることによる重量増加を嫌うコーリン・チャップマンの思想がうかがえる。
ベーシックモデルは「ロータス・セブン」と呼ばれ、フォード100E、116Eや、BMC・Aタイプなどのエンジンが積まれていた。さらにシリーズ2の中でコスワースでチューンアップされたエンジンを積んだ高性能バージョンも用意され、これを「スーパーセブン」と称する。この後に「スーパーセブン」という呼び名が有名になり、ロータス・セブンあるいはその他のセブンのレプリカの通称名として、一般的に広く知られるようになる。
当時のイギリスでは自動車を購入する際の物品税が非常に高かったが、キットの状態で購入して自分で組み立てれば安価に入手することができた。キットが配送される際は郵便扱いだったため、「車を郵便屋が運んでくれる」とまで大衆に言わしめるほどであった。
また、エンジンやトランスミッションなどの高価な部品を含まない廉価版のキットを購入し、スクラップになったドナー車から好みのエンジンを流用して組み立てることで、さらに費用を抑えることもできた。多くの部品が大衆車からの流用で、構造が簡単で改造も容易なキットカーならではのエピソードである。経済力の弱い若者がモータースポーツを始めるには最適なモデルだったのである。
ロータス・セブンはシリーズ1 - シリーズ4までのモデルチェンジが行われ、いくつかのバリエーションの完成品、またはキットフォームで販売された。シリーズ4では、当時、最新のレーシングカー製作技術を取り入れたスペースフレーム+FRPボディーが採用され、ロータス社内のタイプナンバーも、当初の7から60に変更された。しかしフレーム構造の大幅な変更とともに、全FRPのボディは当時流行っていたバギーカー風のデザインに変更されてしまったため、もともとセブンの持つ「公道を走れるクラブマンレーサー」の雰囲気が失われ、人気が無かったと言われている。しかし歴代のセヴンの販売台数/販売期間を分析すれば充分売れたモデルである。
なお、英国のサスペンスドラマシリーズ『プリズナーNo.6』では、主人公の愛車としてグリーンのボディにノーズコーンがイエローのセブンがオープニングシーンに登場する。

## 別メーカーでの生産
会社としての体力がまだおぼつかない初期のロータスにとっても、大がかりな生産設備を必要としないセブンは、生産をスタートさせるまでのハードルが低かったが、それゆえに、手作業による生産工程がほとんどを占めるため、大量生産を行うには生産性も悪かった。英国でのキットカーに対する優遇税制の変更と、シリーズ4の主たる販売先と目論んでいた米国での安全基準（5マイルバンパー）の見直しによる輸出の断念などが重なったためロータス社はセブンの生産を終了し、その座をより高額で高利益が得られるロータス・ヨーロッパが引き継ぐこととなった。
ロータスはセブンの生産を終了した際、よりステップアップするための資金源として、ロータスの代理店であったケータハムカーズへ1973年にセブン・シリーズ4の製造販売権と、在庫部品、製造治具などの生産設備を売却した。

## 主なニア・セブン（レプリカ）のメーカー
- タイガーレーシング  イギリス
- ウェストフィールド・スポーツカーズ（英語版）  イギリス - 日本へは、かつてチェッカーモータースが輸入していた。
- MKスポーツカー[1]  イギリス
- バーキン・カーズ  南アフリカ共和国
- フレイザー  ニュージーランド
- ドンカーブート  オランダ
- 光岡・ゼロワン  日本
- 鈴商・スパッセ  日本
- シュペールマルタン  フランス
- カナディアン スーパー7  カナダ - ジョージ・フィッシャーが設計したボディにトムスチューンのトヨタ製2TGエンジンを搭載したモデル。1980年代に日本へも輸入された。
- RM CLASSICS EIGHT[2]  南アフリカ共和国
その他ニアセブンのリスト https://sevenclub.nl/de-autos/

## F1グランプリへの参戦
その外観から、公道を走るフォーミュラカーなどとも形容されるスーパーセブンであるが、ノンタイトル戦ではあるものの、ロータス・セブンには実際にF1グランプリに出走した記録がある。

### 1962年ランドGP
1962年12月15日、南アフリカのキャラミ・サーキットで開催されたF1のノンタイトル戦である。ロータス・セブンで参戦したのは、ブロシュ・ニーマンという地元南アフリカ出身のレーシングドライバーであった。
ニーマンの1958年式セブン"フライング・ボム"は、外観上は、当時のF1規定に合わせて車体幅を縮小していたほか、前後フェンダーとヘッドライトが取り外されていたが、誰が見てもロータス・セブンであった。搭載されるパワーユニットは、フォード109E”プレ・クロスフロー”ケントエンジンで、4基のアマル社のキャブレターを搭載し、1475ccまでボアアップされていたほか、ヘッドやカムシャフトにも手が加えられていた。
予選は、1分45秒という基準ラップが設定され、ロータスやクーパー、BRMなどの純フォーミュラ・マシンが予選落ちしており、ニーマンのセブンが予選を通過する可能性は低いと考えられていた。しかし、ニーマンのセブンは1分44秒5でラップし、予選を最後尾ではあるものの32番手で通過してみせた。
決勝ではニーマンのセブンはさらに順位を上げ、クライマックスエンジンを搭載するロータス20やロータス21を従え、10位でフィニッシュししている。
ニーマンのセブンはスピードトラップで127mph（≒204kph）を記録し、キャラミ・サーキットのストレートでジム・クラークのロータス25についていく姿を見たコーリン・チャップマンに最速のロータス・セブンだと言わしめたという。

### 1962年ナタルGP
ランドGPから1週間後の12月22日に、南アフリカのウエストミードサーキットで開催されたF1のノンタイトル戦がナタルGPである。
ナタルGPにもニーマンはセブンで出走した。レースは2つのヒートに分かれて行われ、ニーマンはヒート1に出走したが、リタイアに終わっている。